# Абикис, Дзинтарс
Дзинтарс Абикис (латыш. Dzintars Ābiķis, 3 июня 1952 года, Вентспилс) — педагог и политик. Абикис работает в политике с 1990 года. Он был в числе депутатов, голосовавших за восстановление независимости Латвии. Дзинтарс Абикис — один из четырёх латвийских политиков, избиравшихся в Сейм подряд в пяти послевоенных созывах, а также в Верховный Совет Латвии, и единственный, избиравшийся в семь послевоенных созывов Сейма. Был членом «Народной партии» (21 сентября 2009 года исключён из партии), Latvijas Zaļā partija, Latvijas Tautas fronte, Latvijas Ceļš. Член партии «Sabiedrība citai politikai». Награждён орденом Трёх звёзд третьей степени, памятным знаком участника баррикад 1991 г. и медалью за 5-летнюю выслугу в Земессардзе.

## Биография
- 1980 — окончил географический факультет ЛГУ.
- 1979—1989 — учитель Рижской 41-й средней школы;
- 1989—1990 — старший референт Латвийского ТВ;
- 1990—1993 — депутат ВС ЛР, секретарь Комиссии по образованию, культуре и науке; председатель Комиссии по государственному языку;
- 1993—1995 — депутат 5-го Сейма, член Комиссии по образованию, культуре и науке, секретарь Комиссии по выполнению закона о гражданстве; парламентский секретарь Министерства образования и науки.
- 1995—1998 — депутат 6-го Сейма ЛР, председатель Комиссии по образованию, культуре и науке, секретарь Комиссии по выполнению Закона о гражданстве;
- 1998—2002 — депутат 7-го Сейма, председатель Комиссии по образованию, культуре и науке, член Комиссии по запросам.
- 2002—2006 — депутат 8-го Сейма, член Комиссии по образованию, культуре и науке, Комиссии по запросам. Один из организаторов Союза работников образования Латвии; зам. председателя Союза.
- 2006—2010 — депутат 9-го Сейма (избран от Народной партии, перешёл в Общество за другую политику).
- 2010—2011 — депутат 10-го Сейма (избран от «Единства»).
- С 2011 — депутат 11-го Сейма.